# Karl Reich (Fußballspieler)
Karl Reich (Lebensdaten unbekannt) war ein deutscher Fußballspieler.

## Karriere
Reich gehörte von 1903 bis 1911 dem FC Stuttgarter Kickers an, für den er in den vom Verband Süddeutscher Fußball-Vereine organisierten Meisterschaften im Gau Schwaben in der seinerzeit regional höchsten Spielklasse als Mittelläufer Punktspiele bestritt.
Während seiner Vereinszugehörigkeit gewann er mit der Mannschaft sieben regionale Meisterschaften, darunter einmal die Süddeutsche Meisterschaft im Jahr 1908. Mit diesem Erfolg war er mit seiner Mannschaft als Teilnehmer in der Endrunde um die Deutsche Meisterschaft vertreten. Seine Mannschaft erreichte das am 7. Juni 1908 in Berlin angesetzte Finale gegen den BTuFC Viktoria 89, nachdem er alle drei Endrundenspiele einschließlich des mit 5:2 gewonnenen Wiederholungsspiels gegen den Freiburger FC – die Begegnung zuvor wurde annulliert – bestritten hatte. Im Wiederholungsspiel verschoss er in der 43. Minute einen Strafstoß und im Halbfinale gelang ihm mit dem Treffer zum 2:0 in der 40. Minute sein einziges Tor. Das Finale auf dem Berliner Germania-Platz, Spielstätte des BFC Germania 1888, in dem er jedoch nicht zum Einsatz kam, wurde vor 4.000 Zuschauern mit 1:3 verloren. Obwohl Rudolf Ahorn das Anschlusstor zum 1:2 in der 86. Minute gelang, erzielte Helmut Röpnack drei Minuten später das Tor zum Endstand.
Zur Saison 1911/12 zum Frankfurter FV innerhalb des Verbandes gewechselt, kam er für diesen im Nordkreis zum Einsatz und trug mit sieben Toren in 18 Punktspielen zum Gewinn der Nordkreismeisterschaft bei. In der sich anschließenden Endrunde um die Süddeutsche Meisterschaft belegte er mit seiner Mannschaft den letzten Platz unter den vier Kreismeistern.

## Erfolge
FC Stuttgarter Kickers
- Finalist Deutsche Meisterschaft 1908
- Süddeutscher Meister 1908
- Südkreismeister 1908
- Schwäbischer Meister 1904, 1905, 1906, 1907, 1908

Frankfurter FV
- Nordkreismeister 1912